# ファフリ・コルテュルク
ファフリ・コルテュルク（トルコ語：Fahri Korutürk、1903年8月3日 – 1987年10月12日）は、トルコの政治家、軍人、外交官。第6代トルコ大統領を務めた。

## 経歴
1903年8月3日にイスタンブールに誕生する。1916年に海軍兵学校（Bahriye Mektebi）に入学し、1923年に卒業した。海軍大学校（Deniz Harp Akademisi）を1933年に卒業。巡洋艦や潜水艦の乗組を経て、大使館付武官としてローマ・ベルリン・ストックホルムに駐在。1936年にはモントルー条約の締結交渉に軍の専門家として参加している。1950年に少将に昇進。大将に昇進するまで様々な要職を経験し、1960年に海軍総司令官を退任して退役した。
退役直後にジェマル・ギュルセル大統領により駐ソビエト連邦大使、次いで駐スペイン大使に任命される。1968年にはジェヴデット・スナイ大統領により上院議員に指名された。1973年4月6日にトルコ大国民議会により第6代トルコ大統領に選出される。7年の任期を全うし、1980年4月6日に退任した。
しかし、2大政党の共和人民党と公正党の対立から議会が後任の大統領を選出できず、これを政党政治の限界と捉えた軍部が同年9月12日に軍事クーデターを起こす事態となったため、大統領職は1982年まで空位になった。退任後コルテュルクは終身上院議員となったが、クーデタ後の憲法改正で上院は廃止された。
1944年に結婚して2男1女をもうけた。彼の苗字は初代大統領ケマル・アタテュルクから授かったものである。コルテュルクは1987年にイスタンブールで死去し、アンカラの国家墓地に葬られた。